# Luis Torres Sánchez
Luis Torres Sánchez (Aldehuela de la Bóveda, Salamanca, 1936-Gijón, 19 de septiembre de 2024) fue un filántropo español. Presidente de la Asociación Gijonesa de la Caridad - Cocina Económica (2009-2024).

## Biografía
Luis Torres nació en la localidad salmantina de Aldehuela de la Bóveda. Era el menor de cuatro hermanos. Al fallecer su padre durante la Guerra civil española, su madre se trasladó a Salamanca y se estableció en una pensión desde donde sacó adelante a su familia. Mientras tanto, Luis compaginó sus estudios en el colegió Ave María con un trabajo en un taller de fontanería, a la vez que daba clases de matemáticas y físicas. Tiempo después, se trasladó a Béjar, donde realizó la carrera de Perito Industrial. Con el título de ingeniero técnico industrial, comenzó a trabajar en la empresa Butano en: Madrid, Bilbao y León. Finalmente llegó a la Campa Torres (Gijón) como jefe de explotación de la zona noroeste de España de Repsol, y allí se estableció definitivamente.
En Gijón, se unió a la Cocina Económica (1999), como secretario de la Asociación hasta que sustituyó a Pedro González Fuentes, como presidente de la Asociación Gijonesa de Caridad, permaneciendo en dicho cargo durante quince años (2009-2024). Dicha entidad gestiona tanto la Cocina Económica, como la residencia La Golondrina. En junio de 2023, cuando ya contaba con 87 años, decidió seguir en el cargohasta su fallecimiento. Durante su mandato, Torres impulsó diversos proyectos, entre los que destacan: la clínica odontológica solidaria, y los servicios de primera acogida y viviendas para familias vulnerables. A través de estos últimos, se han beneficiando —solo en la Cocina Económica— más de 170.000 personas al año.
En 2006, Luis Bango Escacho, un benefactor les dejó una herencia de dieciséis millones de euros. De los que en 2016 pudieron conseguir ocho millones con los que mantener económicamente la residencia  'La Golondrina', para personas mayores sin recursos, durante dos años. Luis Torres realizó diversas gestiones para recuperar catorce millones de euros más que estaban incluidos en la herencia de Bango, y que siete años después del fallecimiento del millonario gijonés, seguían en Suiza.
También impulsó otras instituciones, como el colegio Los Robles (Fomento de Centros de Enseñanza) en Oviedo,donde fue presidente de la Asociación de Padres.
La Asociación Gijonesa de la Caridad – Cocina Económica es una asociación sin ánimo de lucro, creada el 10 de febrero de 1905 para atender las necesidades básicas —comida, alojamiento y vestido— y proporcionar asistencia social a la población más necesitada, promocionando a las personas.
Estaba casado con María Dolores Pérez Hernández. El matrimonio tuvo cuatro hijos —Luis Miguel, Camino, José Arístides y Jesús Torres Pérez— y seis nietos —María, Paula, Miguel, Irene, Sofía y Nicolás—.
Falleció a los 88 años en Gijón, el 19 de septiembre de 2024. Fue enterrado en el cementerio de Ciudad Rodrigo (Salamanca), de donde procedía su familia.